# توراتاو
توراتاو (باشقیری: Торатау) یک رشته‌کوه در باشقیرستان کشور روسیه است.